# Frigidität
Frigidität (von lateinisch frigidus „kühl, kalt“; historisch auch Geschlechtskälte) ist eine veraltete Bezeichnung für sexuelle Funktionsstörungen von Frauen. Verschiedene Autoren verstehen darunter sexuelle Appetenzstörungen, sexuelle Erregungsstörungen oder Orgasmusstörungen. Der Begriff ist als Fachausdruck veraltet, aber allgemeinsprachlich nach wie vor populär. Er wird dabei oft als „Gefühlskälte“ abwertend verwendet. Der Begriff bezieht sich auf Sexualstörungen bei der Frau. Beim Mann spricht man von der Impotenz.

## Ursachen
Die häufigste Ursache für einen ausbleibenden Orgasmus bei Frauen dürfte die unzureichende Stimulation der Klitoris während des Sexualaktes sein. Ausreichend lange adäquate klitorale Stimulation kann Orgasmen bewirken, quasi unter Kurzschließung des übrigen sexuellen Systems. Der bei der Frau langsamere Aufbau der sexuellen Erregung und der Koitus, der für den Mann nicht selten ein Kampf um Erektion und gegen Ejakulation ist, bieten eine Reihe von möglichen Ursachen für das Ausbleiben des Orgasmus bei der Frau. Frauen haben höchst unterschiedliche Erwartungen an den Koitus: Von der Partnergratifikation über lustvolle Intimität bis zu der Aussicht, präferenziell so die gewünschte Qualität von Erregung und Orgasmus zu erleben. Das phasenweise Auftreten von sexuellem Desinteresse oder mangelndem Gefühl ist ein breites Phänomen und in der Regel kein Anzeichen für eine Störung. Erst wenn die Lustlosigkeit ungewöhnlich lange anhält, sexuelle Gefühle nicht möglich sind oder eine deutliche Verschlechterung des körperlichen Empfindens festzustellen ist, könnte es sich um eine sexualmedizinisch relevante Beeinträchtigung handeln.
Ein anhaltender Mangel an Libido kann ebenso durch körperliche Funktionsbeeinträchtigung (etwa hormonelle Störungen) verursacht sein, wie als Folge psychischer Beeinträchtigungen (Depressionen, posttraumatische Belastungsstörung besonders nach Vergewaltigungen und anderen traumatisierenden oder abstoßenden Erlebnissen z. B. durch Partner, die keine ausreichende Intimpflege und Intimhygiene betreiben) oder als Nebenwirkung von Medikamenten auftreten. Auf Coitus interruptus können Frauen, die das als frustrierend erleben, mit Frigidität reagieren.
Manche Patientinnen und Patienten haben bisher überhaupt keine entsprechenden positiven Körpererfahrungen erlebt, ebenso wenig den durch Masturbation möglichen sexuellen Genuss. Die Ursachen können verschiedenartig sein und etwa in frühkindlichen negativen Erlebnissen oder einer sexualfeindlichen Erziehung liegen. Als Folge können Ängste oder Aversionen vor dem eigenen Körper auftreten.
Nach Geburten berichten Frauen häufiger von sexueller Lustlosigkeit, vor allem der Zeit des Wochenbetts. Läsionen in der Wandung der Vagina, eine noch nicht verheilte Naht nach einem Dammschnitt oder Dammriss und Müdigkeit können sexuelles Verlangen verhindern. Durch die hormonellen Veränderungen kann die Scheide trocken und empfindlich sein. Hinzu kommt die Beanspruchung der Mutter bei der Versorgung des Neugeborenen. Das Fehlen sexuellen Verlangens ist in dieser Zeit meist eine vorübergehende Erscheinung.
Sexuelles Desinteresse gegenüber einem Partner, der subjektiv als wenig attraktiv empfunden wird oder dessen Sexualverhalten den Genuss des anderen Partners eher verringert als steigert, ist kein Hinweis auf Frigidität. Ein Desinteresse kann aber auch andere nichtpathologische Gründe haben, etwa eine nicht bewusste, nicht eingestandene, verdrängte oder verheimlichte andere sexuelle Orientierung; so liegt bei einem Mangel an Verlangen nach Sex mit einem gegengeschlechtlichen Partner womöglich eine unterdrückte Homosexualität vor. Das vollständige Fehlen sexueller Anziehung zu anderen Menschen oder auch grundsätzliches Desinteresse an Sex bezeichnet man als Asexualität.

## Auswirkungen
Das mangelnde sexuelle Interesse eines von beiden Partnern kann zu weitreichenden Problemen in der Partnerschaft führen, etwa zu beidseitigen Unzulänglichkeits- und Minderwertigkeitsgefühlen, gegenseitigem Ausweichen, Schuldzuweisungen, aggressivem Verhalten, Fremdgehen und gegenseitiger Entfremdung bis hin zu Trennungsabsichten.
Um nicht als „frigide“ zu gelten, täuschen manche Frauen Lustgefühle und einen Orgasmus vor.

## Geschichte

### Historische Sichtweise
Die Psychoanalytiker Eduard Hitschmann und Edmund Bergler vom Psychoanalytischen Ambulatorium der Wiener Psychoanalytischen Vereinigung beschrieben im Jahr 1934 die weibliche Frigidität als eine vaginale Orgasmusunfähigkeit:
„Unter Frigidität verstehen wir die vaginale Orgasmusunfähigkeit der Frau. Dabei spielt es für den Effekt der Frigidität keine Rolle, ob die Frau während des Koitus kalt bleibt oder erregt ist, ob die Erregung schwach oder stark ist, ob sie am Anfang oder am Ende langsam oder jäh abbricht, ob die Erregung bei den Vorlustakten aufgezehrt wird oder von Anfang an fehlt. Das einzige Kriterium der Frigidität ist das Ausbleiben des vaginalen Orgasmus.“ [Hervorhebungen durch Fettdruck im Original]
Als Ursachen für die „vaginale Orgasmusunfähigkeit“ wurden u. a. genannt:
- die Ödipusfixierung an den Vater mit konsekutivem Genussverbot aus dem unbewussten Strafbedürfnis,
- die Nichterledigung des Kastrationskomplexes und der Männlichkeitswünsche,
- die Ablehnung der weiblichen, passiv-masochistischen Rolle sowie
- das Festhalten prägenitaler unbewusster Phantasien und Fixierungen, so das gewalttätig Genommenwerdenwollen, unbewusste Homosexualität und sexualverbietende Ideologien.[7]

In dieser Sichtweise der klassischen Psychoanalyse ist der Wandel der erogenen Leitzone des Mädchens von entscheidender Bedeutung. Während der Zeit der infantilen Frühblüte der Sexualität sei fast immer die Klitoris das Zentrum der Erregbarkeit, während die Vagina psychologisch noch nicht entdeckt sei. Spätestens in der Pubertät sollte es der heranwachsenden Frau im Rahmen ihrer gesunden psychosexuellen Entwicklung gelingen, die Klitoris als erogene Leitzone an die Vagina abzutreten, um die vollständige Lustfähigkeit im Sexualakt zu erlangen. Für die Psychoanalytikerin Helene Deutsch übernimmt die Vagina im Koitus unter Reizleitung des Penis die Rolle des saugenden Mundes in der Gleichsetzung Penis = Brust. Bei frigiden Frauen seien daher häufig orale Symptome wie Essstörungen oder hysterisches Erbrechen zu beobachten.
Der Wiener Psychoanalytiker und Freud-Schüler Wilhelm Reich beschreibt die Hauptursache der „orgastischen Impotenz der Frau“ in der Angst vor dem Orgasmus. In manchen Fällen, so Reich, hemme die Angst, während des Orgasmus zu defäzieren oder zu urinieren, sein Zustandekommen. Mit dem Orgasmus sei ein Gefühl verbunden, „etwas“ oder „sich zu verlieren“, was letztlich der „uralten Kastrationsangst“ entstamme und deshalb mit Angst erlebt werde. Nach Auffassung von Reich könne in diesen Fällen das Erleben des Orgasmus im Rahmen der Selbstbefriedigung zu einer Heilung beitragen. Im weiteren Verlauf seiner Studie zu den Ursachen weiblicher Orgasmusstörungen, unterscheidet er zwischen der „hysterischen Impotenz“ und der „zwangsneurotischen Impotenz“. Die „hysterische Impotenz“ sei geprägt von einer vaginalen Unempfindlichkeit und Ängstlichkeit beim Geschlechtsverkehr aufgrund einer unbewussten Kastrationsangst. Der Grund für die „zwangsneurotische Impotenz“ sei der unbewusste Wunsch, einen Penis zu besitzen und sich den Penis des Mannes anzueignen. In diesen Fällen sei die genitale Stufe der Sexualentwicklung nicht erreicht worden, sondern während der kindlichen Entwicklung eine Fixierung auf der anal-sadistischen Stufe erfolgt. Diese Frauen litten nicht nur unter Orgasmusstörungen, sondern auch unter sexueller Appetenzlosigkeit.
Die Psychoanalytikerin Karen Horney erklärt die Frigidität mit einer Angst vor einer inneren, also vaginalen Beschädigung während des Geschlechtsaktes. So schreibt Horney im Jahre 1926: „Ich meine also, dass in diesem Sinne, sowohl der Ödipusphantasien als auch der sich konsequenterweise daran knüpfenden Angst vor einer inneren - also vaginalen - Beschädigung, doch die Vagina neben der Klitoris eine Rolle in der frühinfantilen weiblichen Genitalorganisation spielt. Man könnte sogar aus den späteren Erscheinungen der Frigidität schließen, dass die Vaginalzone eher stärker mit Angst- und Abwehreffekten besetzt ist als die Klitoris, und zwar darum, weil die inzestiösen Wünsche (auf den Vater) mit der vollen Treffsicherheit des Unbewussten auf sie bezogen wurden.“

### Heutige Sichtweisen
Dem historischen Erklärungsmodell wurde sowohl von feministischer Seite wie auch von Psychoanalytikerinnen heftig widersprochen. Seit den Forschungsergebnissen von Masters und Johnson gilt es als überholt (obsolet). Diese konnten die Unterscheidung zwischen klitoralem und vaginalem Orgasmus endgültig widerlegen. Die Forscher zeigten, dass Klitoris und Vagina durch ein Netzwerk von Muskeln und Nerven verbunden sind und gemeinsam die sexuelle Reaktion ermöglichen.

#### Bedeutung der Klitoris
Da bei der Auslösung des weiblichen Orgasmus die Klitoris eine wesentliche Funktion hat, wird bei vielen Frauen durch das alleinige Bewegen des Penis in der Vagina kein Orgasmus ausgelöst, wohl aber, wenn dabei auch Berührungen der Klitoris erfolgen. Daher kann bei fehlender Stimulation der Klitoris während des Vaginalverkehrs nicht von „Unfähigkeit“ gesprochen werden.
Sigmund Freud schrieb 1931: „Wir haben ... verstanden, die Entwicklung der weiblichen Sexualität werde durch die Aufgabe kompliziert, die ursprünglich leitende genitale Zone, die Klitoris, gegen eine neue, die Vagina, aufzugeben.“ Marie Bonaparte führte hierüber eine Kontroverse mit Sigmund Freud. Helen O’Connell konnte die wesentliche Funktion der Klitoris nachweisen. Feministinnen, darunter Betty Dodson, widersprachen den Ansichten früherer Psychologen, die einen „vaginalen Orgasmus“ ohne Klitorisstimulation für ein wesentliches Kennzeichen sexueller Gesundheit hielten. Lesbische Frauen feiern die klitorale Stimulation so weit, dass sie den Penis für verzichtbar erklären.
Nach wie vor strittig ist allerdings die Frage, inwiefern bei der Klitoris und dem Penis von einer Homologie oder Analogie gesprochen werden kann. Anatomisch unterscheiden sich die männlichen und weiblichen Geschlechtsteile stark, so enthält die Glans penis auch Teile der erogenen Harnröhrenschwellkörper, die sich bei der Frau im Vorhof der Vagina befinden.  Die von Sigmund Freud vorgenommene Gleichsetzung „Penis = Klitoris“ ist insofern anatomisch nicht korrekt.
Nach Erkenntnissen von Volkmar Sigusch (2013) ist aus sexualphysiologischer Sicht die Hypothese von den zwei Modi des weiblichen Orgasmus nicht haltbar. Der Orgasmus könne nur als komplexe Reaktion des Gesamtorganismus verstanden werden. Es gäbe keinen Orgasmus der Klitoris, der Vagina oder anderer Organe allein, da viele Organe auf sexuelle Stimulation reagieren. Höchstwahrscheinlich seien alle Organsysteme beteiligt. Grundsätzlich ist ein Orgasmus aus sexualmedizinischer Sicht auch ohne genitale Stimulation möglich, die historische Literaturquelle, in welcher der Begriff vaginale Orgasmusunfähigkeit gebraucht wird, bezieht sich jedoch auf den Vaginalverkehr, bei dem die Eichel des Penis stimuliert wird, die Eichel der Klitoris hingegen nur gering oder gar nicht.
Demnach wäre zu differenzieren, ob das Ausbleiben des Orgasmus beim Vaginalverkehr an fehlender Klitorisstimulation oder anderen Mängeln liegt, oder ob der Orgasmus trotz ausreichender Stimulation der Klitoris und sonstiger Stimuli ausbleibt, so dass man von einer sexuellen Funktionsstörung sprechen kann.

#### Biologische Bedeutung des Orgasmus
Hinsichtlich der biologischen Bedeutung des Orgasmus ist durch die Koppelung von Ejakulation mit dem Erregungshöhepunkt für die Männer ein reproduktiver Vorteil unstrittig, der jedoch für Frauen nicht in gleichem Maße besteht. Beier et al. argumentieren, dass der Orgasmus bei Frauen ebenfalls reproduktive Vorteile mit sich bringen könnte, weil die Kontraktion der Beckenbodenmuskulatur zu einer Absenkung des Uterus und damit zu einer Erleichterung für die Aufnahme des Ejakulats durch eine Saugwirkung führen könnte. Hierfür könnte auch die Dilatation (Weitung) des Cervix-Mundes sprechen, die orgasmusbegleitend eintritt. Dazu kommt die Prolaktin-Ausschüttung, die beim Orgasmus der Frau besonders hoch ist und damit die „Umschaltung“ auf Mutterschaft neurobiologisch zum Ausdruck bringt.

#### Ursachen von Orgasmusstörungen
Ein Ausbleiben des weiblichen Orgasmus kann vielfältige körperliche Ursachen haben (siehe Dyspareunie), aber auch psychologische.
Die modernen sexualmedizinischen Erklärungen für psychisch bedingte sexuelle Funktionsstörungen basieren vorwiegend auf kognitions- und stresspsychologischen Forschungsrichtungen. Dabei wird davon ausgegangen, dass eine sexuelle Dysfunktion durch einen kognitiven Interferenzprozess (Überlagerungsprozess) verursacht wird, der wesentlich von Ablenkung bestimmt wird, von der mangelnden Aufmerksamkeit gegenüber sexuellen Reizen und von der Verarbeitung irrelevanter Informationen. Die sexuelle Reaktion der Frau hänge eher von Bedürfnissen nach Intimität und Vertrauen als vom Bedürfnis nach physischer sexueller Erregung und Befriedigung ab. Beier et al. halten den Forschungsstand zur Verursachung sexueller Funktionsstörungen allerdings nach wie vor für unbefriedigend, was vor allem für weibliche Störungen gelte.
In der modernen psychiatrischen Nomenklatur werden Orgasmusstörungen unter den Sexuellen Dysfunktionen (F52.3 im ICD-10) untergeordnet, die primär oder situativ sein, und körperliche oder psychische Ursachen haben können.

## Therapie
Für Patienten, die unter einer Störung ihrer Libido leiden, empfiehlt es sich, etwaige organische Ursachen durch einen Arzt klären und behandeln zu lassen. Sofern die Ursachen im seelischen Bereich liegen – z. B. bei psychischen Blockaden – kann eine Psychotherapie helfen.
Wenn Frigidität ein Problem in partnerschaftlichen Beziehungen darstellt, empfiehlt sich unabhängig von festgestellten organischen Ursachen eine beratende Sexualtherapie oder eine Paartherapie.